# Filip Walezjusz, książę Orleanu
Filip Orleański (ur. 1 lipca 1336 roku, zm. 1 września 1375 roku w Vincennes) – książę Orleanu i Tours oraz hrabia de Valois, piąty syn króla Francji Filipa VI i burgundzkiej księżniczki Joanny Kulawej; przedstawiciel dynastii Walezjuszów, brat króla Jana II Dobrego.
W 1344 roku Filip VI wydzielił – po raz pierwszy z królewskiej domeny – księstwo Orleanu, które powierzył swemu synowi, mianując go parem Francji. Otrzymał też wówczas tytuł księcia Tours i hrabiego de Valois. Aktywnie wspierał władców Francji w wojnie stuletniej - po bitwie pod Poitiers w 1356 roku dostał się do niewoli na podstawie traktatu w Brétigny. Wypuszczono go dopiero w 1360 roku. Gdy Filip umierał w 1375 roku, nie było po nim zostawionego prawowitego męskiego potomka. W związku z tym Orlean powrócił do domeny królewskiej, a kolejny raz ten tytuł uzyskał dopiero wnuk jego brata Ludwik Orleański w 1386 roku.

## Potomstwo
8 stycznia 1344 Filip poślubił swoją kuzynkę Blankę, pośmiertną córkę króla Karola IV Pięknego i Joanny z Évreux. Nie doczekał się z nią dzieci, miał natomiast dwóch nieślubnych synów:
- NN;
- Ludwika (zm. 27 marca 1395 roku w Jerozolimie), biskupa Poitiers i Beauvais